# Goenycta
Goenycta é um gênero de traça pertencente à família Arctiidae.